# Austrothelphusa
Genre
Austrothelphusa est un genre de crabes d'eau douce de la famille des Gecarcinucidae.

## Distribution
Les espèces de ce genre se rencontre en Australie, en Indonésie ou en Papouasie-Nouvelle-Guinée. Sa présence dans les îles Fidji est discutée.

## Liste des espèces
- Austrothelphusa agassizi (Rathbun, 1905)
- Austrothelphusa angustifrons (A. Milnes-Edwards, 1869)
- Austrothelphusa insularis (Colosi, 1919)
- Austrothelphusa raceki (Bishop, 1963)
- Austrothelphusa tigrina (Short, 1994)
- Austrothelphusa transversa (von Martens, 1868)
- Austrothelphusa valentula (Riek, 1951)
- Austrothelphusa wasselli (Bishop, 1963)

## Publication originale
- Bott, 1969 : Flußkrabben aus Asien und ihre Klassifikation (Crustacea, Decapoda). Senckenbergiana Biologica, vol. 50, no 5/6, p. 359–366.